# 石头河水库
石头河水库是中国黑龙江省鸡西市虎林市境内的一座水库，位于石头河上，建于1943年。水库正常库容为800万立方米，集雨面积为132平方千米，海拔为115.35米。